# Drosophila chisaca
Drosophila chisaca är en tvåvingeart som beskrevs av Hunter 1988. Drosophila chisaca ingår i släktet Drosophila och familjen daggflugor.
Artens utbredningsområde är Colombia.